# Berg am Laim
Berg am Laim è uno dei distretti in cui è suddivisa la città di Monaco di Baviera, in Germania. Viene identificato col numero 14.

## Geografia fisica
Il distretto si trova nella parte sud-est della città.

### Suddivisione
Il distretto è suddiviso amministrativamente in 1 quartiere (Bezirksteil):
1. Berg am Laim